# William Graham Walker

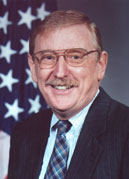
William Graham Walker

William Graham Walker, auch William G. Walker, (* 1. Juni 1935 in Kearny, New Jersey) ist ein ehemaliger US-amerikanischer Diplomat.

## Leben
Walker studierte Architektur und Politikwissenschaft an der University of Southern California sowie der UCLA und schloss sein Studium 1969 mit einem M.A. in Lateinamerikastudien an der UCLA ab. Als Foreign Service Officer im State Department arbeitete er anschließend in Peru, Japan, Brasilien, El Salvador, Honduras und Bolivien. Er war 1967 bis 1968 im State Department für Argentinien zuständig, von 1972 bis 1974 bei der Environmental Protection Agency in San Francisco und war von 1977 bis 1988 Vertreter des State Department beim Council on Foreign Relations. Von 1988 bis 1992 war er als Nachfolger von Edwin G. Corr Botschafter der Vereinigten Staaten in El Salvador, wo zu dieser Zeit ein Bürgerkrieg zwischen Regierungstruppen, die von Todesschwadronen unterstützt wurden, und den linken Guerilleros der FMLN stattfand. Am 1. August 1997 wurde er zum Chef der UNTAES ernannt. Ende Oktober 1998 erfolgte dann seine Ernennung zum Chef der Kosovo Verification Mission, die unter der Aufsicht der OSZE stand. Nach dem Massaker von Reçak, bei dem 45 kosovo-albanische Zivilpersonen getötet wurden, gab er nach einer Besichtigung des Tatorts serbisch-jugoslawischen Polizei- und Militäreinheiten die Schuld. Der damalige jugoslawische Präsident Slobodan Milošević wies ihn daraufhin aus dem Land aus, eine Entscheidung, die später rückgängig gemacht wurde. Nach dem Beginn  des Kosovokriegs stellte die Mission ihre Arbeit ein und wurde am 8. Juni 1999 aufgelöst.
Walker nahm nach dem Ende seiner Missionen einige Male zu politischen Themen in deren Ländern Stellung. Im Jahr 2010 unterstützte er vor den Wahlen in Kosovo die Partei Vetëvendosje, die für eine völlige Unabhängigkeit des Kosovos und ein Ende der UN- und EU-Missionen eintrat.  2014 empfahl er den  USA in einem Artikel in der New York Times, vor einem möglichen Wahlsieg der linksgerichteten FMLN  in El Salvador keine Angst zu haben und nicht mit einer Verschlechterung der Beziehungen in diesem Fall zu drohen.
Walker ist verheiratet, hat vier Kinder und spricht außer Englisch auch Spanisch und Portugiesisch.

## Ehrungen
Für seine Tätigkeit wurde Walker mehrere Male von U.S.  State Department, dem Foreign Service und dem US – Präsidenten ausgezeichnet. 1992 erhielt er von der Regierung El Salvadors den Orden Jose Matias Delgado. Die Republik Kosovo ehrte ihn 2009 mit einer Briefmarke. In Reçak, dem Ort des von ihm berichteten Massakers, wurde 2016  eine von dem albanischen Bildhauer Idriz Balani geschaffene Statue von ihm eingeweiht.

## Äußerungen und Stellungnahmen
- Don’t Fear El Salvador’s Leftists, William G.  Walker, New York Times, 30. Januar 2014
- Interviews: Ambassador William Walker, PBS Frontline, War In Europe, 1999